# 9. Infanterie-Regiment Nr. 133
Das Königlich-Sächsische 9. Infanterie-Regiment Nr. 133 war ein Verband der Sächsischen Armee.

## Geschichte
Das 9. Infanterie-Regiment Nr. 133 wurde im Zuge der Heeresvermehrung am 1. April 1881 aus Abgaben von je drei Kompanien der Regimenter Nr. 100, 101, 102 und 103 in Zwickau aufgestellt. Gemeinsam mit dem 5. Infanterie-Regiment „Prinz Friedrich August“ Nr. 104 bildete es die 3. Infanterie-Brigade Nr. 47 der 2. Division Nr. 24. Als zum 1. April 1887 die 5. Infanterie-Brigade Nr. 63 der 3. Division Nr. 32 gebildet wurde, erfolgte die Unterstellung zu dieser Brigade. Mit der Bildung der 8. Infanterie-Brigade Nr. 89 am 1. April 1899 wurde das Regiment diesem Großverband unterstellt, dem es mit Unterbrechungen während des Ersten Weltkriegs bis zur Auflösung zugeordnet war.

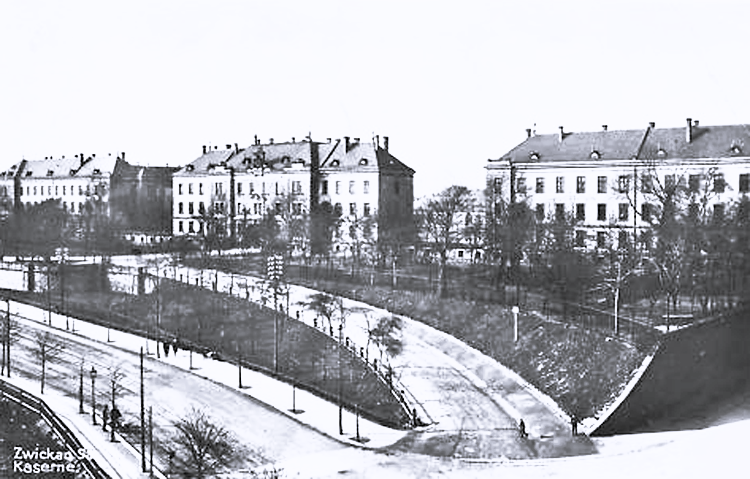
Garnison in Zwickau

### Erster Weltkrieg
Zu Beginn des Ersten Weltkriegs wurde das Regiment am 2. August 1914 mobil gemacht, wurde jubelnd verabschiedet und an die Westfront geschickt. So nahm als Teil der 40. Infanterie-Division an der Schlacht an der Marne teil. Einige Monate später kämpfte es auch in Flandern, bei Lille und bei Ypern. Im Stellungskrieg 1915 verharrte es beinahe bewegungslos. Im darauffolgenden Jahr wurde das Regiment in der Schlacht an der Somme eingesetzt. 1917 wurde es nach einigen Kämpfen im Raum Verdun an die Ostfront verlegt, wo es nach einigen Stellungskämpfen den Waffenstillstand miterlebte. 1918 wurde das Regiment erneut in den Westen verlegt, wo es an einigen Abwehrkämpfen teilnahm. Während der Kämpfe vor der Hermannstellung am 3./5. Oktober 1918 wurde das I. Bataillon aufgerieben, das II. geriet in Gefangenschaft. Als Ersatz wurden Ende des Monats Teile vom I. Bataillon des aufgelösten Reserve-Infanterie-Regiments Nr. 243 eingegliedert. Am 11. November 1918, am Tage der Ratifizierung des Waffenstillstands von Compiègne, räumte es alle besetzten Gebiete und begab sich in Richtung Heimat. Insgesamt gab es 2919 Tote und 574 Vermisste.

### Heimkehr
„In der Nacht vom 23. zum 24. November [1918] und am Nachmittag des 24. November kehrte das Regiment, das in zahlreichen Schlachten unter großen Opfern sich heldenhaft geschlagen hatte, in drei Extrazügen aus dem Felde zurück und bezog die Kaserne. Die Offiziere erhielten Quartier in Gasthäusern. Dem Ernst der Zeitverhältnisse entsprechend gestaltete sich der Einzug in die Garnison ohne Sang und Klang und in aller Stille.“

Später wurden auf dem Weg vom Bahnhof über die damalige Hermannstraße (heutige Robert-Blum-Straße) und Werdauer Straße bis zur Kaserne Ehrenpforten aufgestellt sowie öffentliche Gebäude beflaggt.

### Verbleib
Das Regiment wurde ab dem 29. November 1918 in Zwickau demobilisiert und schließlich aufgelöst. Aus Teilen bildete sich das „Sicherheitsbataillon Steger“, das später die Bezeichnung „Sicherheits-Trupp Steltzner“ führte. Diese Freiformation floss mit der Bildung nicht in die Reichswehr ein.
Die Tradition übernahm in der Reichswehr durch Erlass des Chefs der Heeresleitung General der Infanterie Hans von Seeckt vom 24. August 1921 die in Freiberg stationierte 3. und 4. Kompanie des 11. (Sächsisches) Infanterie-Regiments.

### Erinnerung

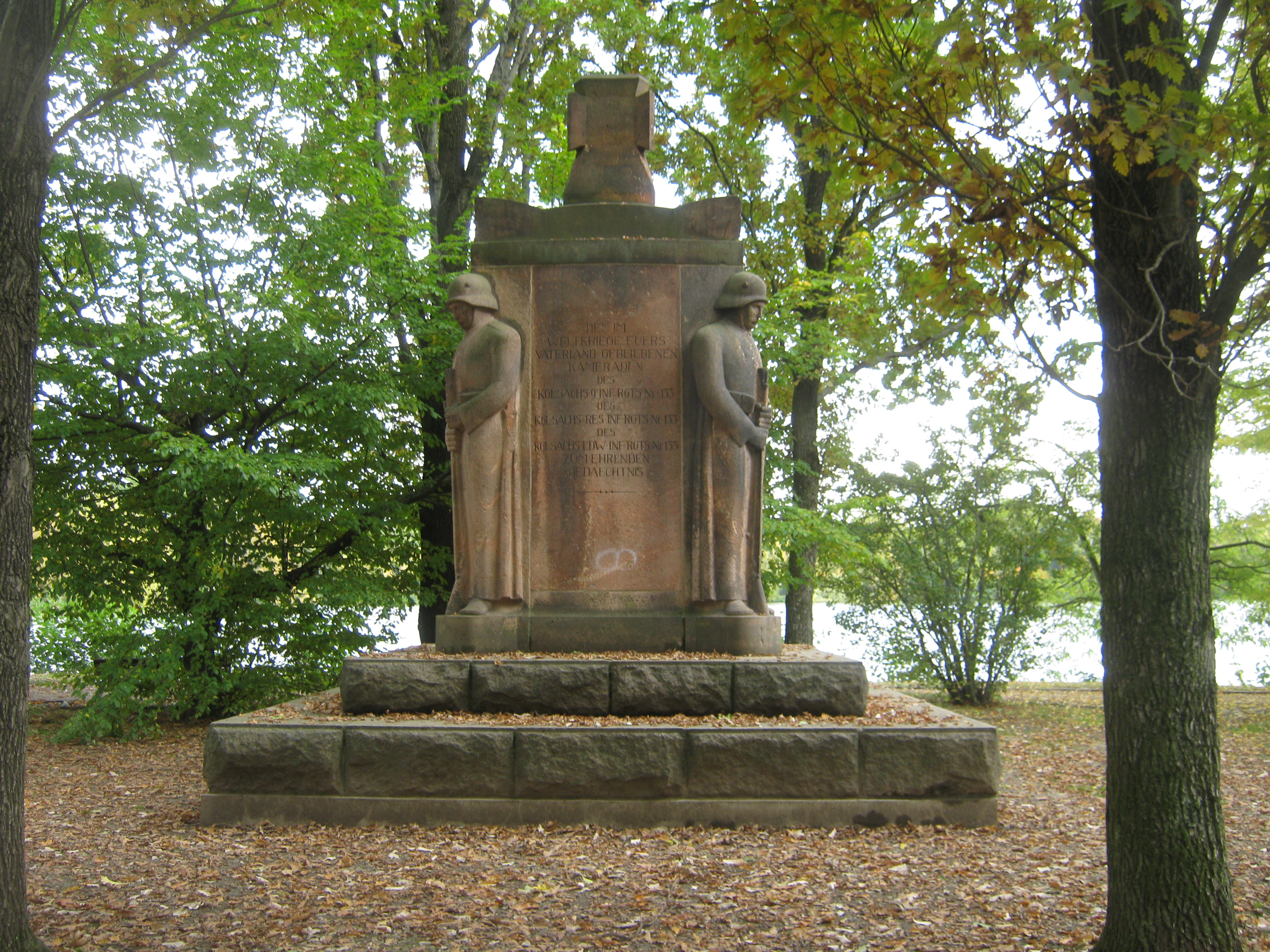
Gefallenendenkmal in Zwickau (2021)

Für die im Ersten Weltkrieg gefallenen Regimentsmitglieder wurde am 2. April 1922 im Schwanenteichpark in Zwickau ein Kriegerdenkmal eingeweiht. Dieses „vom Bildhauer Berger in Dresden geschaffene wirkungsvolle Denkmal“ auf einem Stufenunterbau war von der Firma Kurt Kunze (Crimmitschauer Straße 30, Zwickau) aus Rochlitzer Porphyr hergestellt worden. Der Regimentstag vom 1. bis zum 3. April 1922 bildete den Rahmen der Einweihung.

## Regimentschef
Am 16. Mai 1915 ernannte König Friedrich August III. den Generaloberst Bernhard III. von Sachsen-Meiningen zum Regimentschef.

## Kommandeure
| Dienstgrad     | Name                       | Datum              |
| -------------- | -------------------------- | ------------------ |
| Oberst         | Gideon von der Decken      | 01. April 1881     |
| Oberst         | Hans von Kirchbach         | 31. Januar 1882    |
| Oberst         | Erwin von Minckwitz        | 01. April 1887     |
| Oberst         | Hans von Mangoldt          | 10. Februar 1888   |
| Oberst         | Rudolf Jungblut            | 24. März 1893      |
| Oberst         | Klemens Meißner            | 12. September 1896 |
| Oberst         | Moritz Schneider           | 21. April 1899     |
| Oberst         | Otto Wahle                 | 19. Juni 1900      |
| Oberst         | Georg Gläsche              | 26. März 1903      |
| Oberst         | Kurt Wahle                 | 11. September 1903 |
| Oberst         | Franz Ernst                | 15. Juli 1904      |
| Oberst         | Bernhard von Watzdorf      | 21. Mai 1907       |
| Oberst         | Alfred von Kotsch          | 20. März 1912      |
|                | Siegfried Haasmann         | September 1915     |
| Oberstleutnant | Paul Kollmann              | Dezember 1915      |
| Oberstleutnant | Colin Freiherr von Halkett | Dezember 1916      |
| Major          | Hans Wittich               | August 1917        |